# Gran Premio motociclistico di Jugoslavia 1976
Il Gran Premio motociclistico di Jugoslavia fu il quarto appuntamento del motomondiale 1976.
Si svolse il 23 maggio 1976 sul circuito di Abbazia, e corsero le classi 50, 125, 250 e 350.
Le gare di 250 e 350 furono caratterizzate dal ritiro di quasi tutti i favoriti, che portarono alle vittorie di Dieter Braun nella quarto di litro e di Olivier Chevallier in 350.
Ángel Nieto fu a lungo in testa alla gara della 125 prima di ritirarsi per un incidente causato dallo scoppio di uno pneumatico; ad approfittarne fu Pier Paolo Bianchi. Lo spagnolo ebbe scarsa fortuna anche nella 50, gara in cui fu solo terzo dietro allo svizzero Ulrich Graf (alla sua prima vittoria iridata) e al tedesco Herbert Rittberger.

## Classe 350
30 piloti alla partenza, 12 al traguardo.

### Arrivati al traguardo
| Pos. | Pilota             | Moto          | Tempo     | Punti |
| ---- | ------------------ | ------------- | --------- | ----- |
| 1    | Olivier Chevallier | Yamaha        | 57' 52" 4 | 15    |
| 2    | Chas Mortimer      | Maxton-Yamaha | +10" 6    | 12    |
| 3    | Takazumi Katayama  | Yamaha        | +17"      | 10    |
| 4    | Bruno Kneubühler   | Yamaha        | +1' 23" 4 | 8     |
| 5    | Tom Herron         | Yamaha        | +1' 56"   | 6     |
| 6    | Gérard Choukroun   | Yamaha        | +2' 25" 7 | 5     |
| 7    | Patrick Pons       | Yamaha        | +2' 27" 2 | 4     |
| 8    | Kjell Solberg      | Yamaha        | +1 giro   | 3     |
| 9    | Bosse Granath      | Yamaha        | +1 giro   | 2     |
| 10   | Claudio Loigo      | Yamaha        | +1 giro   | 1     |
| 11   | Victor Soussan     | Yamaha        | +1 giro   |       |
| 12   | Peter Baláž        | Yamaha        | +4 giri   |       |

## Classe 250
30 piloti alla partenza, 21 al traguardo.

### Arrivati al traguardo
| Pos. | Pilota             | Moto            | Tempo     | Punti |
| ---- | ------------------ | --------------- | --------- | ----- |
| 1    | Dieter Braun       | Yamaha          | 50' 19" 8 | 15    |
| 2    | Tom Herron         | Yamaha          | +6" 7     | 12    |
| 3    | Olivier Chevallier | Yamaha          | +7"       | 10    |
| 4    | Patrick Fernandez  | Yamaha          | +14" 9    | 8     |
| 5    | Chas Mortimer      | Maxton-Yamaha   | +16" 9    | 6     |
| 6    | Bruno Kneubühler   | Yamaha          | +28" 2    | 5     |
| 7    | Gianfranco Bonera  | Harley-Davidson | +29" 7    | 4     |
| 8    | Pentti Korhonen    | Yamaha          | +35"      | 3     |
| 9    | János Drapál       | Yamaha          | +37" 3    | 2     |
| 10   | Patrick Pons       | Yamaha          | +1'       | 1     |
| 11   | Eero Hyvärinen     | Yamaha          | +1' 13" 6 |       |
| 12   | Henk van Kessel    | Yamaha          | +1' 34" 5 |       |
| 13   | Philippe Bouzanne  | Yamaha          | +1' 35" 3 |       |
| 14   | Peter Baláž        | Jawa            | +1' 41" 3 |       |
| 15   | Børge Nielsen      | Yamaha          | +2' 17"   |       |
| 16   | Pentti Salonen     | Yamaha          | +1 giro   |       |
| 17   | Victor Soussan     | Yamaha          | +1 giro   |       |
| 18   | Hans Müller        | Yamaha          | +1 giro   |       |
| 19   | Kjell Solberg      | Yamaha          | +1 giro   |       |
| 20   | Bosse Granath      | Yamaha          | +1 giro   |       |
| 21   | Tatemo Chujero     | Yamaha          | +1 giro   |       |

## Classe 125
25 piloti alla partenza, 13 al traguardo.

### Arrivati al traguardo
| Pos. | Pilota             | Moto       | Tempo     | Punti |
| ---- | ------------------ | ---------- | --------- | ----- |
| 1    | Pier Paolo Bianchi | Morbidelli | 47' 23" 1 | 15    |
| 2    | Henk van Kessel    | AGV-Condor | +7" 9     | 12    |
| 3    | Paolo Pileri       | Morbidelli | +11" 2    | 10    |
| 4    | Stefan Dörflinger  | Morbidelli | +2' 38" 3 | 8     |
| 5    | Xaver Tschannen    | Maico      | +1 giro   | 6     |
| 6    | Cees van Dongen    | Morbidelli | +1 giro   | 5     |
| 7    | Rolf Blatter       | Maico      | +1 giro   | 4     |
| 8    | Eugenio Lazzarini  | Morbidelli | +1 giro   | 3     |
| 9    | Hans Müller        | Yamaha     | +1 giro   | 2     |
| 10   | Peter Frohnmeyer   | Nava-DRS   | +1 giro   | 1     |
| 11   | Boris Bajc         | Yamaha     | +2 giri   |       |
| 12   | Bedřich Fendrich   | Ravo       | +2 giri   |       |
| 13   | Peter Szabó        | MZ         | +2 giri   |       |

## Classe 50
27 piloti alla partenza, 17 al traguardo.

### Arrivati al traguardo
| Pos. | Pilota             | Moto     | Tempo     | Punti |
| ---- | ------------------ | -------- | --------- | ----- |
| 1    | Ulrich Graf        | Kreidler | 42' 09"   | 15    |
| 2    | Herbert Rittberger | Kreidler | +7"       | 12    |
| 3    | Ángel Nieto        | Bultaco  | +21" 4    | 10    |
| 4    | Stefan Dörflinger  | Kreidler | +21" 9    | 8     |
| 5    | Rudolf Kunz        | Kreidler | +1' 09" 1 | 6     |
| 6    | Pierre Audry       | ABF      | +1' 30"   | 5     |
| 7    | Aldo Pero          | Kreidler | +2' 06" 3 | 4     |
| 8    | Cees van Dongen    | Kreidler | +2' 27" 4 | 3     |
| 9    | Rolf Blatter       | Kreidler | +3' 02" 7 | 2     |
| 10   | Günter Schirnhofer | Kreidler | +1 giro   | 1     |
| 11   | Zbyněk Havrda      | Kreidler | +1 giro   |       |
| 12   | Bedřich Fendrich   | Kreidler | +1 giro   |       |
| 13   | Nevio Paliska      | Tomos    | +2 giri   |       |
| 14   | Robert Lavér       | Kreidler | +3 giri   |       |
| 15   | Boris Bajc         | Kreidler | +3 giri   |       |
| 16   | Boris Maruza       | Kreidler | +3 giri   |       |
| 17   | Vilko Sever        | Kreidler | +3 giri   |       |

## Fonti e bibliografia
- (EN) Chris Carter (a cura di), Motocourse 1976-77, Richmond, Surrey, Hazleton Securities Ltd, 1976,  pp. 68-73, ISBN 0-905138-02-3.